# Jonathan King
Pour les articles homonymes, voir King.
Jonathan King (né à Londres le 6 décembre 1944) est un chanteur et producteur britannique qui a aussi utilisé le pseudonyme de Weathermen.
Son premier succès, Everyone's Gone to the Moon, sort en 1965 et se vend à 4,5 millions d'exemplaires dans le monde. Un an plus tard, à l'âge de 21 ans, il devient le directeur (manager) de Decca Records. Il a chanté beaucoup de titres comme Una Paloma Blanca et les versions anglaises de Flirt, Gloria, Quand j'étais chanteur et d'autres chansons de Michel Delpech, Gerard Lenorman et beaucoup de chanteurs français et Italien. Il avait sa propre compagnie de disque UK Records.
Il a vendu plus de 40 million de disques et King est l'un des producteurs ayant le plus de succès entre 1970 et 1976 au Royaume-Uni, notamment avec 10cc et The Rocky Horror Show.
Il rencontre les membres du futur groupe Genesis, à son ancienne école Charterhouse School où les jeunes musiciens étudient alors. C'est lui qui trouve le nom de la formation et qui produit leur premier album From Genesis to Revelation en 1969 qui est passé totalement inaperçu. Le contrat liant Genesis et King est annulé à cause d'une  mésentente avec les membres du groupe. 
Il a accusé le groupe Pet Shop Boys de plagiat sur la mélodie de la chanson It's a Sin qui proviendrait de la chanson Wild World de Cat Stevens. Le groupe l'a poursuivi devant les tribunaux et a obtenu des dommages et intérêts. Maintenant il est producteur des films Vile Pervert: The Musical et Me Me Me.
En septembre 2001, King est accusé d'abus sexuels sur des garçons mineurs et condamné à sept ans de prison pour avoir attenté sexuellement sur quatre adolescents âgés de 14 à 15 ans, dans les années 1980. En novembre 2001, il est acquitté de 22 accusations similaires. Il est relâché de prison pour bonne conduite en mars 2005,. D'autres affaires sur des actes similaires à l'encontre de garçons adolescents aboutissent à des non-lieux en 2018.